# Macaire de l'Ounja
Macaire de l'Ounja (1349–1444) (russe : Преподобный Макарий Унженский Желтоводский Чудотворец) est un vénérable moine de l'Église orthodoxe russe, fondateur selon la tradition de quatre monastères dans la Haute-Volga et la Moyenne-Volga, en Russie.

## Biographie
L'histoire de saint Macaire est basée sur Tchet’yi-Minei (hagiographie modèle dans l'Église orthodoxe russe), ainsi que sur d'anciens manuscrits. L'un d'eux sauvegardé au monastère Saint-Macaire-de-l'Ounja a été inventorié en 1835. Un autre est conservé au monastère Saint-Macaire-des-Eaux-Jaunes et est écrit en écriture du XVIIe siècle. 
Les historiens pensent qu'il est né dans une famille pieuse en 1349 à Nijni Novgorod, capitale de la principauté de Souzdal et Nijni Novgorod dirigée par le prince Constantin Vassilievitch. Macaire est le contemporain de saint Euthyme de Souzdal. Comme la plupart des principautés russes de l'époque, celle-ci est dominée par la Horde d'or. Macaire est baptisé à l'église paroissiale de ses parents, l'église des Saintes-Femmes-Myrophores, l'on ne sait quel était son nom de baptême. D'après la Vie de saint Macaire, il pleurait lorsqu'il était bébé quand les cloches de l'église voisine se mettaient à sonner et rien ne pouvait le consoler. Aussi ses parents ne se risquaient-ils pas à l'emmener à l'église de peur qu'il ne dérange la cérémonie. Un jour, ils essayèrent et à leur grande surprise l'enfant resta calme, souriant avec joie. Ils l'emmenèrent donc régulièrement à l'église et s'il restait seul à la maison, il pleurait.
L'enfance de Macaire fut pieuse et il s'intéressa à la vie des ermites du passé qui habitaient dans la solitude ou dans de petites communautés. C'est pour cette raison qu'il aimait se rendre au monastère de l'Ascension-des-Grottes, fondé récemment par saint Denis de Souzdal, venu à Nijni Novgord de la fameuse laure des Grottes de Kiev. Lorsque Macaire eut douze ans, il demanda son admission au monastère de l'Ascension, recevant le nom de religion de Macaire. Il devint l'un des douze disciples de Denis, et se fit connaître par la sévérité de ses jeûnes et la ferveur de ses prières. 
En 1374, Denis fut nommé archevêque de Souzdal et Nijni Novgorod et dut quitter son monastère. Macaire le quitta aussi bientôt et descendit la Volga. Il passa quelque temps avec saint Tikhon au bord de la rivière Loukh ; puis il fonda dans les années 1390 un monastère en l'honneur de l'Épiphanie (aujourd'hui le monastère Saint-Macaire de Rechma), près du village de Rechma (dans l'actuel oblast d'Ivanovo).

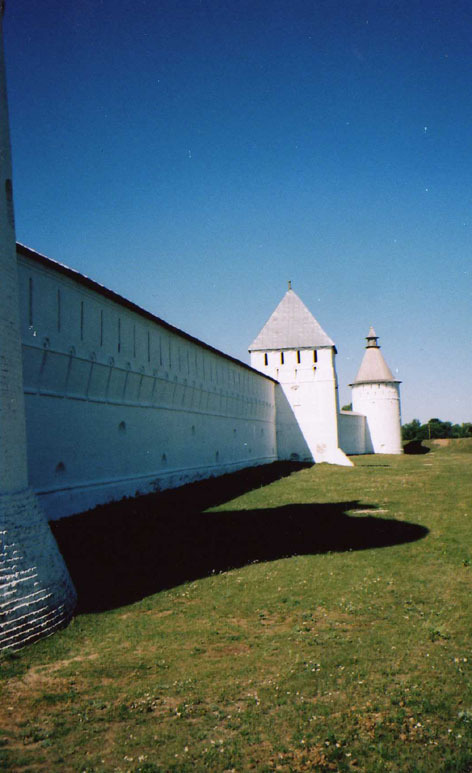
Monastère de la Trinité-Saint-Macaire.

Cependant, Macaire n'y resta pas longtemps, voulant trouver un endroit plus retiré. Il descendit encore la Volga et s'installa cette fois au bord du lac des Eaux-Jaunes (Jeltovodskoïe) près de l'endroit où la rivière Kerjenets se jette dans la Volga, à une centaine de kilomètres de Nijni Novgorod. Cette région était alors une sorte de zone inhabitée qui n'appartenait vraiment ni aux principautés russes ni au khanat de Kazan. Il creusa une petite grotte pour y prier, mais sa solitude ne dura pas longtemps à cause des habitants venus dans son ermitage pour des conseils spirituels. Il fonda donc un monastère dédié à la Trinité pour ses nouveaux disciples, l'actuel  monastère de la Trinité-Saint-Macaire. Le monastère n'attirait pas seulement les chrétiens, mais aussi non seulement des païens, issus des tribus mordves, maris ou tchouvaches ; mais aussi quelques musulmans tatars. Le monastère fut détruit en 1439 pendant une expédition tatare d'Oloug. La plupart des moines furent tués. Macaire et quelques frères furent envoyés à Kazan comme prisonniers. Le khan, impressionné par la piété et l'ascétisme du vieillard, le relâcha finalement ainsi que d'autres chrétiens.
De retour au lac, il s'arrêta près de l'actuelle Sviajsk bénissant les lieux, mais n'eut pas l'autorisation d'y demeurer. Plus tard, y sera fondé le petit monastère de l'Ascension-Saint-Macaire. Aussi Macaire et ses compagnons se dirigerent-ils plus loin dans les forêts de la rivière Ounja à une centaine de kilomètres au nord de Nijni Novgorod. Ils furent sauvés miraculeusement de la faim (miracle de l'élan) et y fondèrent un nouveau monastère, le futur monastère Saint-Macaire-de-l'Ounja. Macaire y soignait les malades et chassait les démons. Il mourut le 25 juillet 1444 après plus de quatre-vingts ans de vie monastique.

## Canonisation
Une église de bois est bâtie sur sa tombe et le monastère d'Ounja prend son nom, tandis que des miracles s'opèrent et qu'une invasion tatare est repoussée. Plus tard, la région est épargnée par les Polonais au temps des troubles. Le patriarche Philarète de Moscou envoie en 1619 une commission à Ounja pour enquêter sur les miracles, encourageant son fils le tzar Michel à y venir en pèlerinage. L'on suppose que c'est à cette époque que le vénérable Macaire fut canonisé.

## Reliques

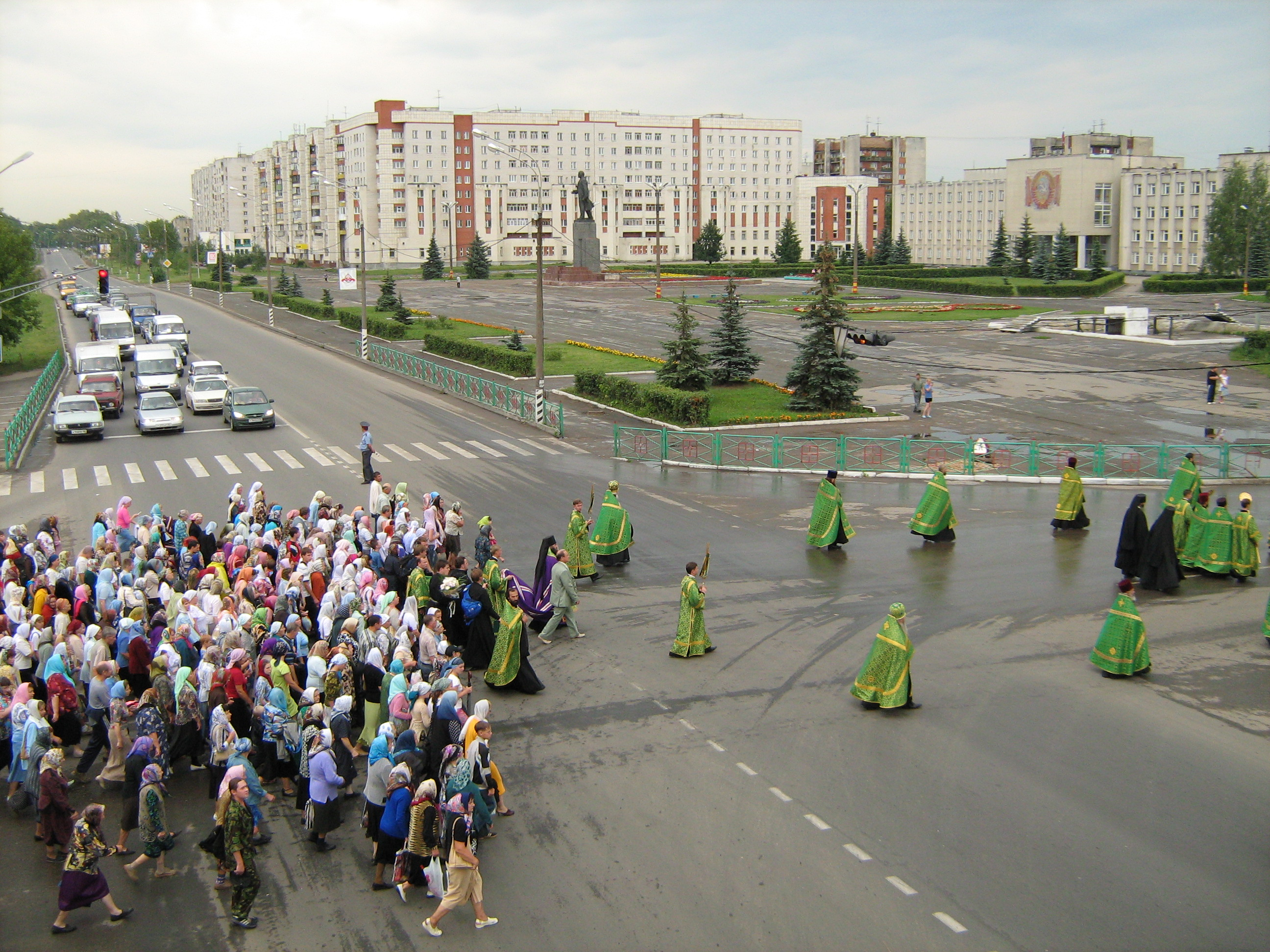
La relique du crâne du vénérable Macaire portée en procession à Kstovo le 4 août 2007.

Les reliques de Macaire ont été découvertes en 1671, au cours d'une inhumation à l'église où il avait été enterré. Après des discussions pour savoir si elles étaient authentiques ou non, des miracles mineurs interviennent encore, si bien que ses restes sont installés dans une châsse au monastère Saint-Macaire-de-l'Ounja. Les Soviets lorsqu'ils ferment le monastère en 1929 placent les reliques dans un dépôt du musée d'histoire de Iourievets, jusqu'en 1990, année où elles retournent à l'éparchie de Kostroma. Ses reliques (ossements et vêtements) sont rendues au monastère Saint-Macaire-de-l'Ounja en 1995.
On ne retrouve le crâne du saint qu'en 2005, donné par un prêtre dont la famille l'avait en sa possession depuis qu'elle l'avait sauvé de la mainmise des bolchéviques en 1929. Cette famille le rendit, sentant que l'Église orthodoxe renaissante en Russie était devenue suffisamment forte. Après une confirmation des scientifiques sur l'authenticité du crâne, les reliques furent solennellement révérées au cours d'une cérémonie du 23 mars 2006 en la cathédrale du Saint-Sauveur de Nijni Novgorod. Ensuite, le crâne du saint fut révéré au monastère de l'Ascension-des-Grottes de Nijni Novgorod,. En 2007, après sa fête, le crâne fut translaté au monastère Saint-Macaire-des-Eaux-Jaunes (de la Trinité-Saint-Macaire) après un voyage sur la Volga les 3-7 août et toutes sortes de processions et de célébrations l'accompagnant sur les rives,.
Saint Macaire est considéré comme étant le patron des artisans, des marchands et des voyageurs. Il est fêté le 25 juillet (calendrier julien) et le 12 octobre (calendrier julien).